# Manoir de Kerverec
Le manoir de Kerverec est situé à Ploeren en France.

## Localisation
Le manoir est situé sur le territoire de la commune de Ploeren, au lieu-dit Kerverec, dans le département du Morbihan en région Bretagne.

## Description
Le manoir date des XVe et XVIe siècles, édifice de plan allongé, pièce sous charpente, à tour d'escalier postérieure, à trois pièces par étage, évier, bouches à feu, un étage carré et étage de comble, construit en moellons de granite. Escalier dans-œuvre : escalier à vis sans jour en maçonnerie.

## Historique
Manoir mentionné en 1427, appartenant à Olivier Kerberrec, noble et sa mère. Manoir composé à l'ouest d'une salle basse sous charpente (aujourd'hui à l'état de vestiges) , construite au XVe siècle. Allongé vers l'est à la fin du XVe siècle d'une partie à étage. Combles aménagés au XVIe siècle. Combles détruits, toiture et tourelle d'escalier disparues vers 1970. L'une des lucarnes semble avoir été déplacées au  au manoir de Caden, à Tour-du-Parc.
Il est inscrit à l'inventaire général du patrimoine culturel.